# Georg von Staal

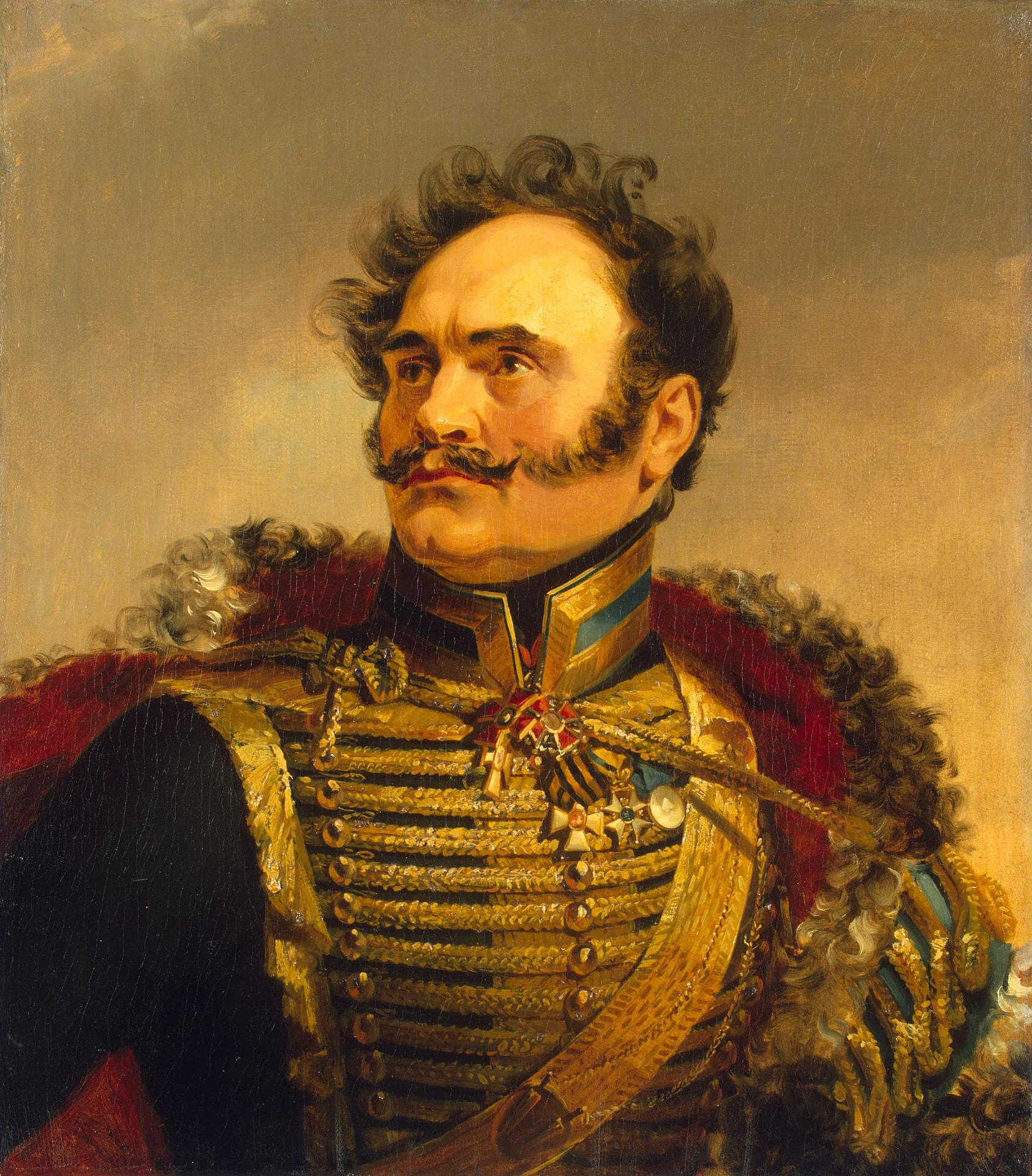
Georg von Staal, Porträt von George Dawe

Georg Johann von Staal (russisch Егор Фёдорович Сталь Jegor Fjodorowitsch Staal; * 17. Oktoberjul. / 28. Oktober 1777greg. in Haehl; † 23. Oktoberjul. / 4. November 1862greg.  in Reval) war ein russischer Generalmajor.

## Leben

### Herkunft und Familie
Georg, Besitzer des Rittergutes Rayküll, war Angehöriger der estländischen Adelsfamilie von Staal. Seine Eltern waren Friedrich von Staal (1733–1801) und Margaretha Elisabeth, geborene Baronin von Fock (1751–1808). Er selbst vermählte sich mit Amalie Julie von Lilienfeld (1801–1861), einer Tochter des estländischen Ritterschaftshauptmanns und Landrats Georg Woldemar von Lilienfeld (1772–1835). Aus der Ehe sind sieben Kinder hervorgegangen.

### Werdegang
Staal bestritt eine Offizierslaufbahn in der Kaiserlich Russischen Armee. Im Jahre 1803 war er Oberstleutnant im Pawlograder Husarenregiment. Am 12. Januar 1806 wurde er mit dem St.-Wladimir-Orden IV. Klasse ausgezeichnet und avancierte 1811 zum Oberst. Er kämpfte in den Koalitions- und Befreiungskriegen, erhielt am 22. November 1812 den St.-Georgs-Orden IV. Klasse und wurde 1813 zum Generalmajor befördert. 1815 war er Brigadier der 4. Dragoner-Division und hat 1816 seinen Abschied erhalten.
Staal war weiterhin Träger des St.-Anna-Ordens II. Klasse, des Goldenen Schwertes für Tapferkeit mit Diamanten, des Roten Adlerordens II. Klasse und des Schwertordens.